# Transetto destro della basilica inferiore di Assisi

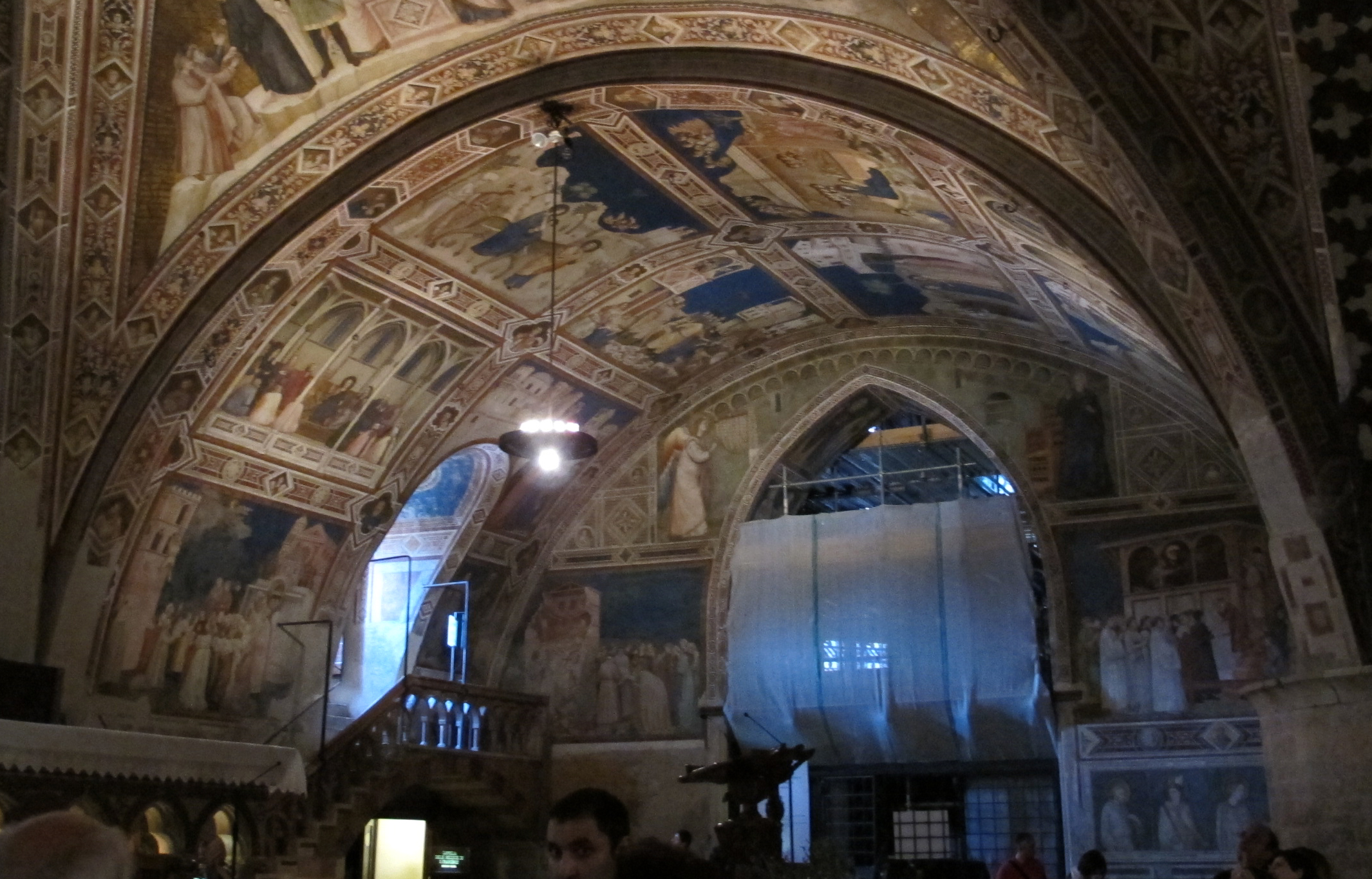
Transetto destro della basilica inferiore di Assisi

Il Transetto destro della basilica inferiore di Assisi presenta numerosi affreschi di importanti autori del Trecento. Sulla grande volta a botte si trovano le Storie dell'Infanzia di Cristo e la Crocifissione con santi francescani di Giotto e collaboratori; in basso si trovano poi la Maestà con angeli e san Francesco di Cimabue, i ritratti di tre compagni di Francesco, di un allievo di Pietro Lorenzetti e la Madonna col Bambino tra due santi re di Simone Martini.
Sulla parete di fondo si trovano l'Annunciazione e due Miracoli post mortem di san Francesco di allievi di Giotto e i cinque Santi di Simone Martini.
In fondo al transetto si apre inoltre la Cappella di San Nicola. 

## Maestàdi Cimabue

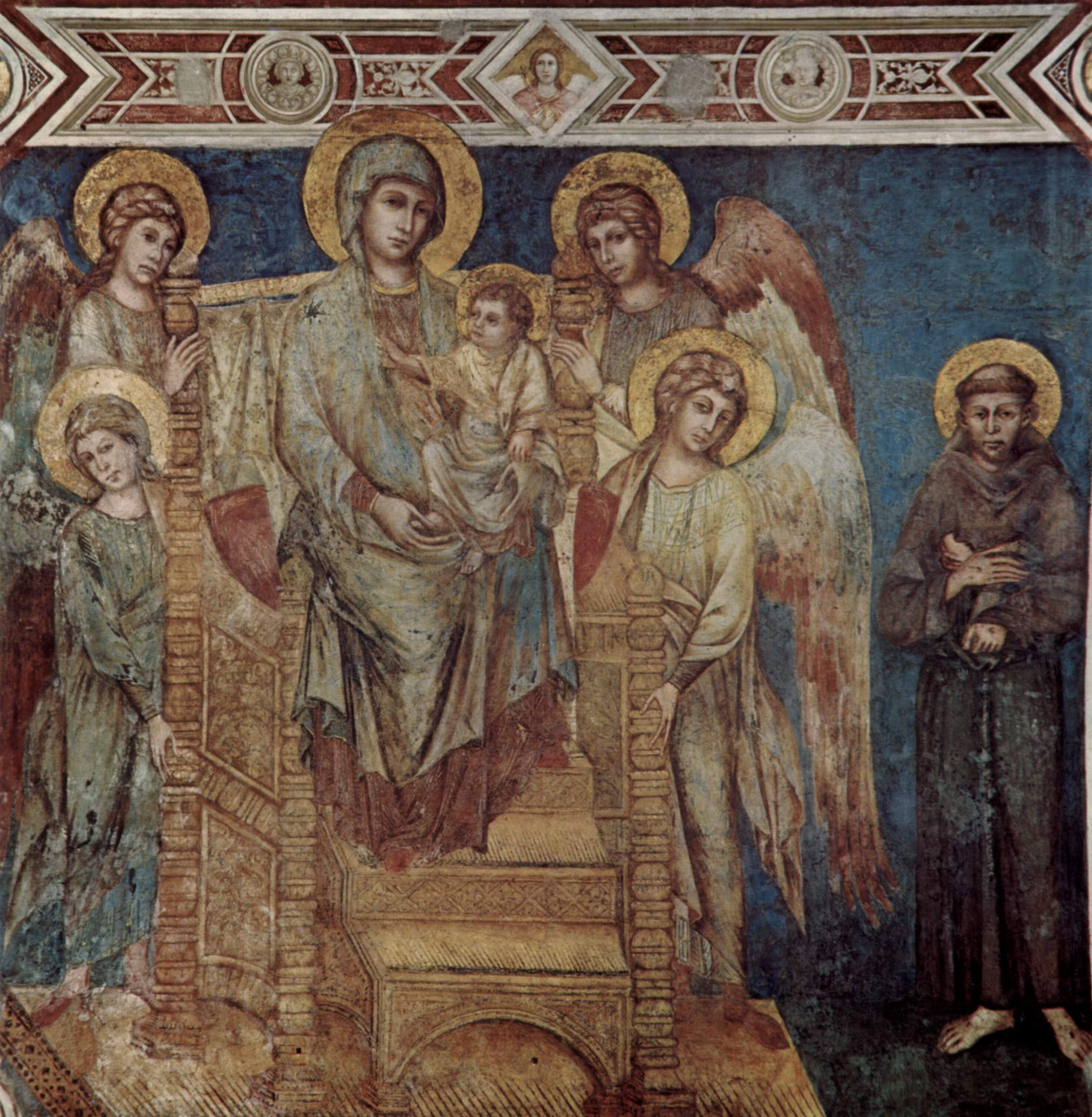
Cimabue, Maestà di Assisi (1278-1280 circa)

Situata nel riquadro inferiore a destra del lato verso la navata, la Maestà con san Francesco è attribuita concordemente a Cimabue, sebbene con problematiche legate alla datazione e alla presenza estesa di ridipinture successive. Come tipico dell'epoca l'affresco venne eseguito in una sola giornata stendendo un arriccio grande quanto il ponteggio e procedendo con ampie finiture a secco. La datazione è probabilmente anteriore agli affreschi nella basilica superiore, anzi si suppone che proprio la sua felice riuscita sia stata alla base dell'assegnazione a Cimabue dell'importante ciclo. 
Il trono ligneo di Maria, elegantemente intagliato e un tempo abbellito da dorature, è disposto in tralice come nella Maestà del Louvre, non ancora in scorcio centrale come nella Maestà di Santa Trinita. Gli angeli, sorridenti e rivolti allo spettatore, si dispongono attorno al trono inclinando ritmicamente le teste, ora e destra, ora a sinistra, secondo una notazione spesso usata da Cimabue. Essi sono scalati su due file: se la diversa profondità è ben suggerita dalla loro fisica presenza esaltata dalla platicità dei loro volumi, non chiarito è invece il punto di appoggio su cui stanno, facendo ipotizzare per gli ultimi due un gradino invisibile o una soprannaturale levitazione. Tra gli angeli spicca soprattutto il volto di quello in basso a destra, con le ali finemente sfumate come si riscontra anche negli angeli tra le logge della basilica superiore. Il San Francesco che vi compare è simile a quello ritratto in una tavola conservata nel Museo di Santa Maria degli Angeli. I due gruppi figurativi si esaltano pacatamente nel contrasto della loro diversità: così elegante e fastosa la Maestà, così sobrio e remissivo il santo.

## Storie dell'infanzia di Cristodi Giotto e bottega

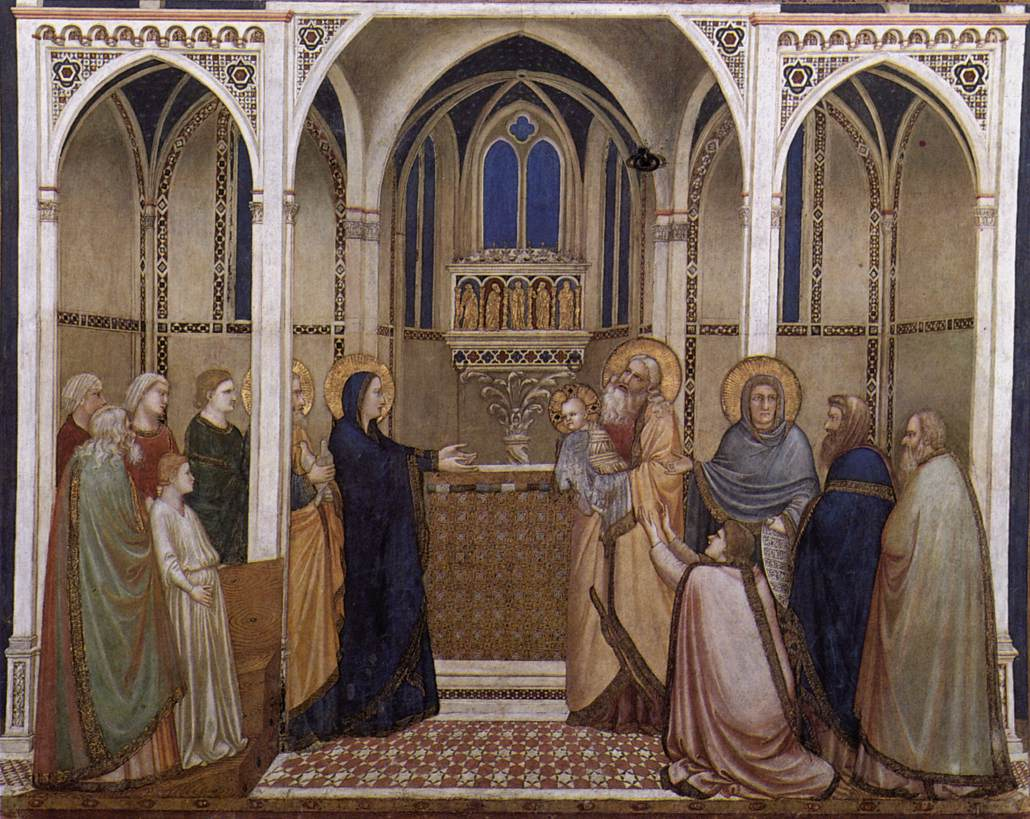
Giotto e bottega, Presentazione di Gesù al Tempio

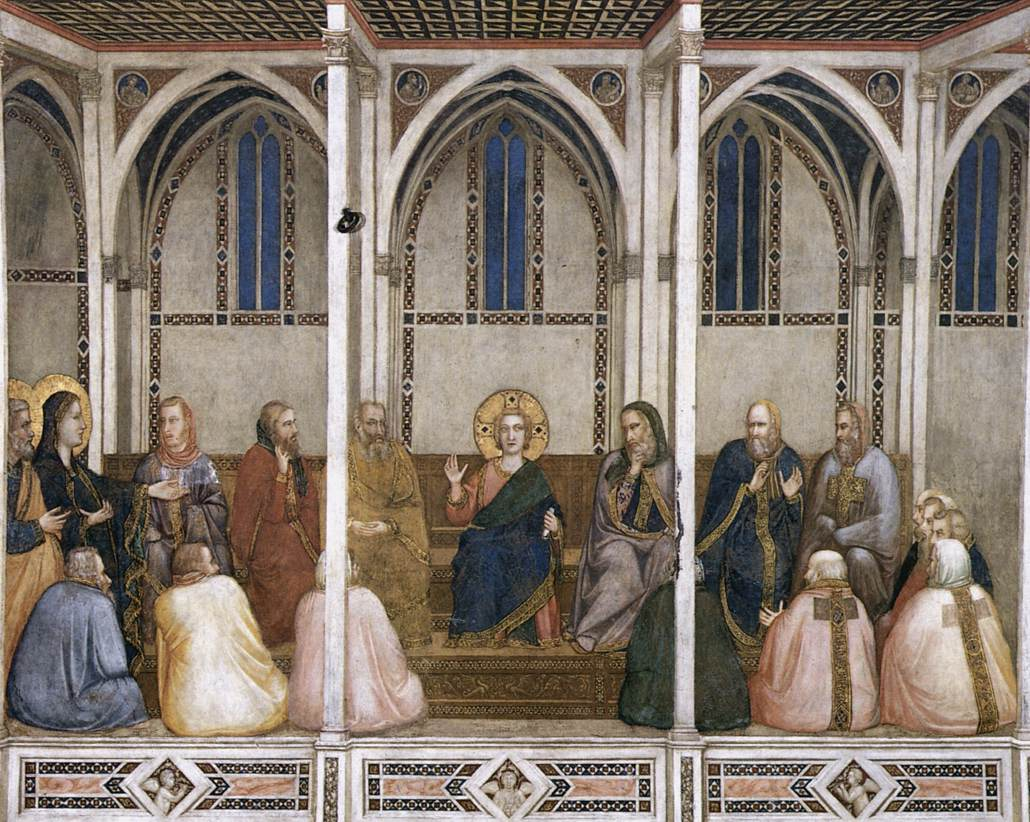
Cristo tra i dottori

Il transetto destro è in larga parte occupato dalle Storie dell'infanzia di Cristo, attribuite a Giotto e alla sua bottega, in particolare al Parente di Giotto (artista toscano, forse Stefano Fiorentino) e al Maestro delle Vele (artista di formazione umbra). La datazione del ciclo, molto problematica, si basa su alcuni punti fermi. Lo studio degli intonaci ha dimostrato come questa parte del transetto sia anteriore a quella sinistra, affrescata da Pietro Lorenzetti entro il 1320. Le ipotesi più seguite è che Giotto vi si sia dedicato subito dopo aver terminato la vicina Cappella della Maddalena (1308 circa), occupandosi di alcune scene direttamente e poi lasciando i disegni ai migliori allievi, prima di partire per Firenze entro il 1311.
La volta a botte è divisa in due fasce parallele. Le scene si leggono dall'alto in basso e da sinistra a destra, prima sul lato della navata poi su quello verso l'abside. Tutto inizia sulla parete di fondo, in alto ai lati dell'arcone della Cappella di San Nicola, dove si trova l'Annunciazione, forse del Maestro di San Nicola (Palmerino Di Guido?). Si prosegue nella volta, lato della Maestà in alto con la  Visitazione, la Natività, l'Adorazione dei Magi, la Presentazione di Gesù al Tempio; poi sull'altro lato la Fuga in Egitto, la Strage degli Innocenti, il Cristo tra i dottori e il Ritorno della Sacra Famiglia da Nazareth a Gerusalemme. Nella fascia più bassa incominciano le storie dei miracoli postumi di san Francesco, che proseguono sulla parete di fondo e completano idealmente le Storie di san Francesco della basilica superiore: la Caduta incolume di una bambina di casa Sperelli dall'alto di una casa, al quale seguono una porta con un tondo col Cristo benedicente nel sott'arco e uno stretto riquadro con il memento mori di San Francesco che addita uno scheletro, poi ai lati dell'arcone della cappella di San Nicola il Fanciullo di Suessa disepolto dalle rovine di una casa, dove si dice sia presente un ritratto di Giotto nell'ultima figura a destra con una mano sotto il mento, a destra Resurrezione del fanciullo di Suessa. 
Le fasce dipinte tra le scene sono abbellite da teste di angeli, profeti, santi e figure leonine.
In questi affreschi spicca la preziosità della gamma cromatica, con i fondi di blu lapislazzuli e le tenere sfumature di rosa, bianchi, gialli e verdi. Architetture e oggetti sono costruiti con una sapienza spaziale ormai consolidata che dà tra i migliori frutti nel Trecento italiano. Studiatamente equilibrato è il rapporto tra pieni e vuoti, con pause che amplificano il ritmo grandioso, come negli affreschi della Cappella della Maddalena. La mano degli allievi si legge nella tendenza a snellire le figure, a dare loro fattezze ingentilite dalla moda gotica, qua e là accentuando le connotazioni patetiche e un po' incantate. Alcune figure hanno gli occhi grandi e sgranati, come nel San Lazzaro in una vela della Cappella della Maddalena e come si manifesta anche nelle vicine Allegorie francescane. 
A testimoniare la fama straordinaria che queste opere godettero nel Trecento restano alcuni disegni che li riproducono, tra i più antichi saggi di arte grafica pervenutici.

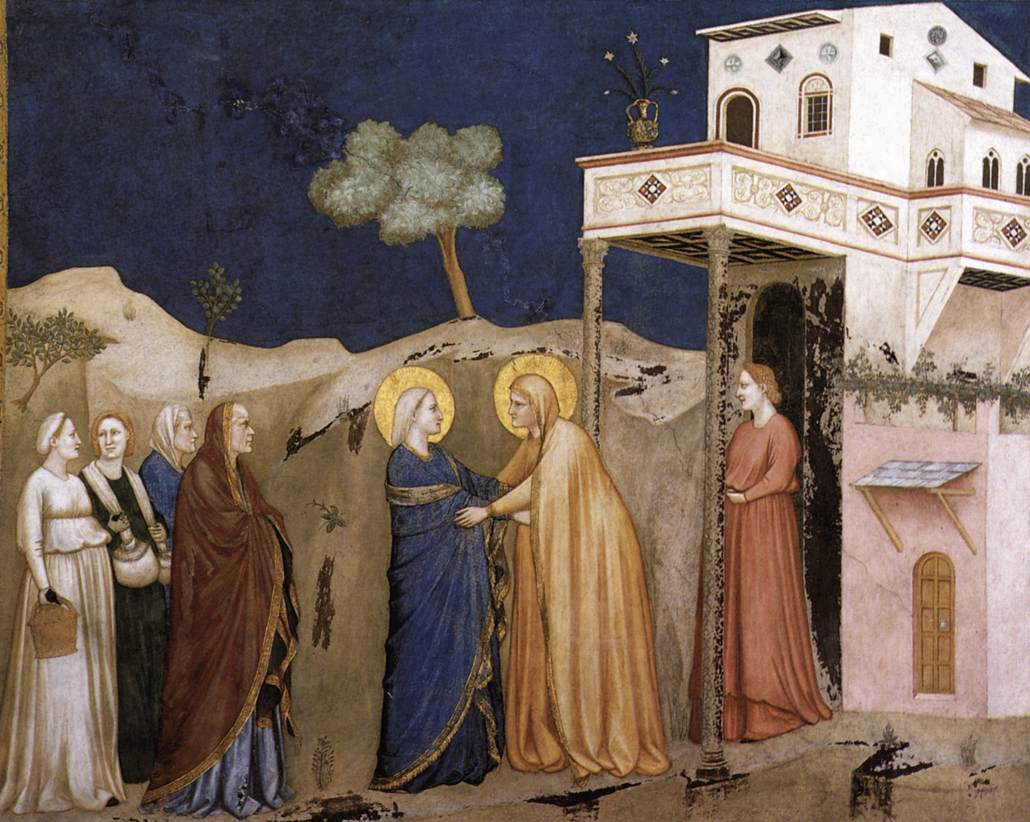
Visitazione
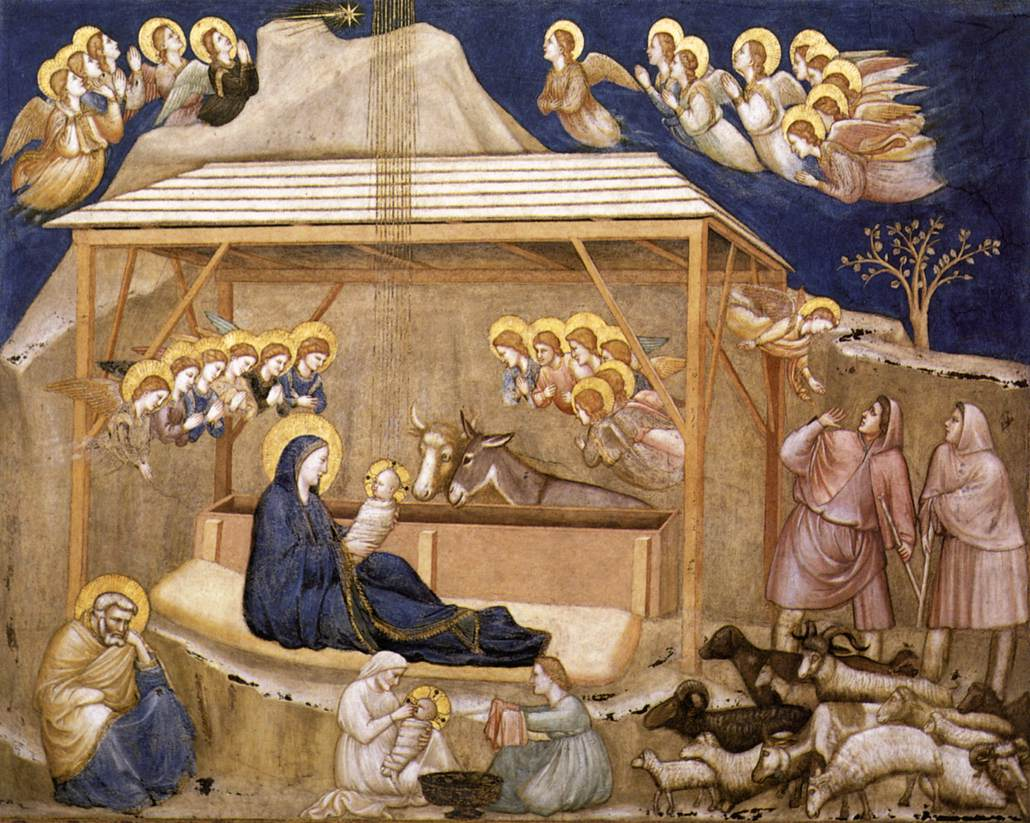
Natività
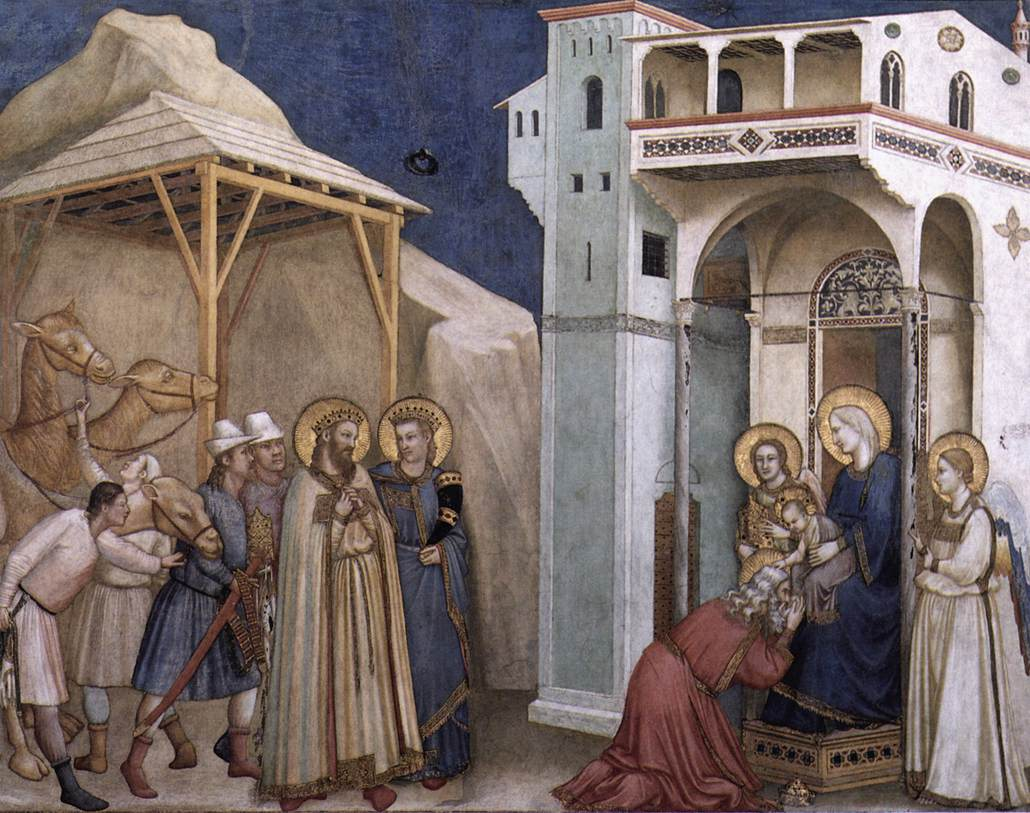
Adorazione dei Magi
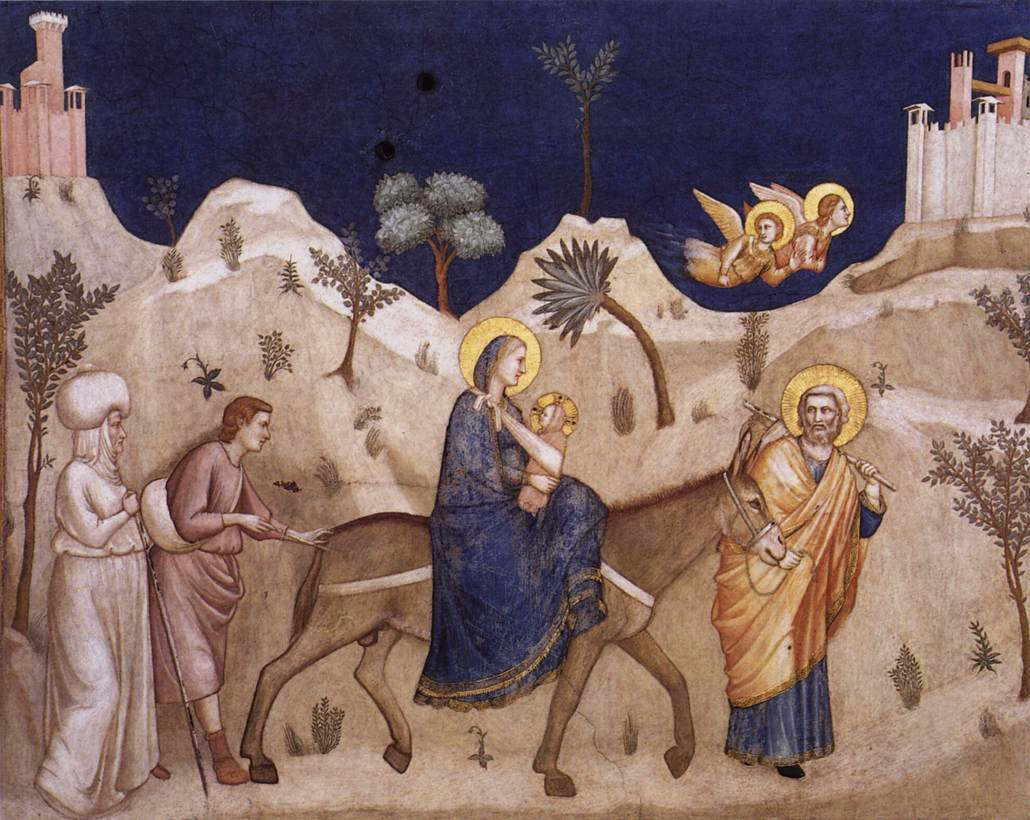
Fuga in Egitto
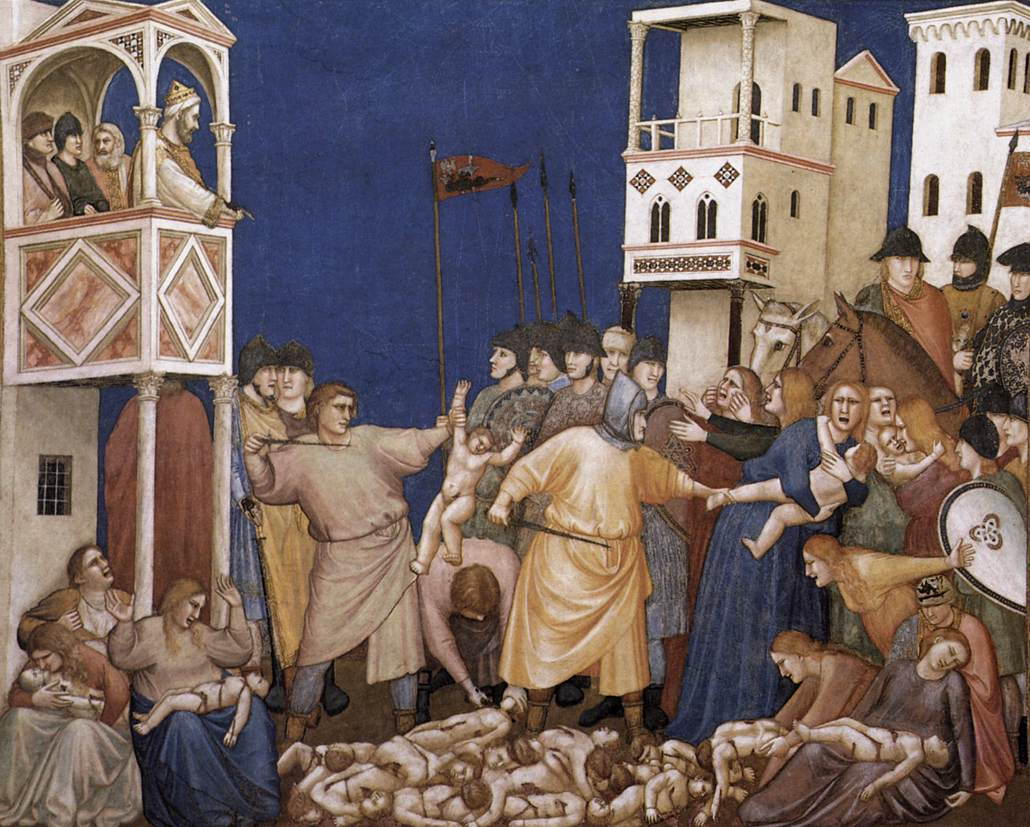
Strage degli innocenti
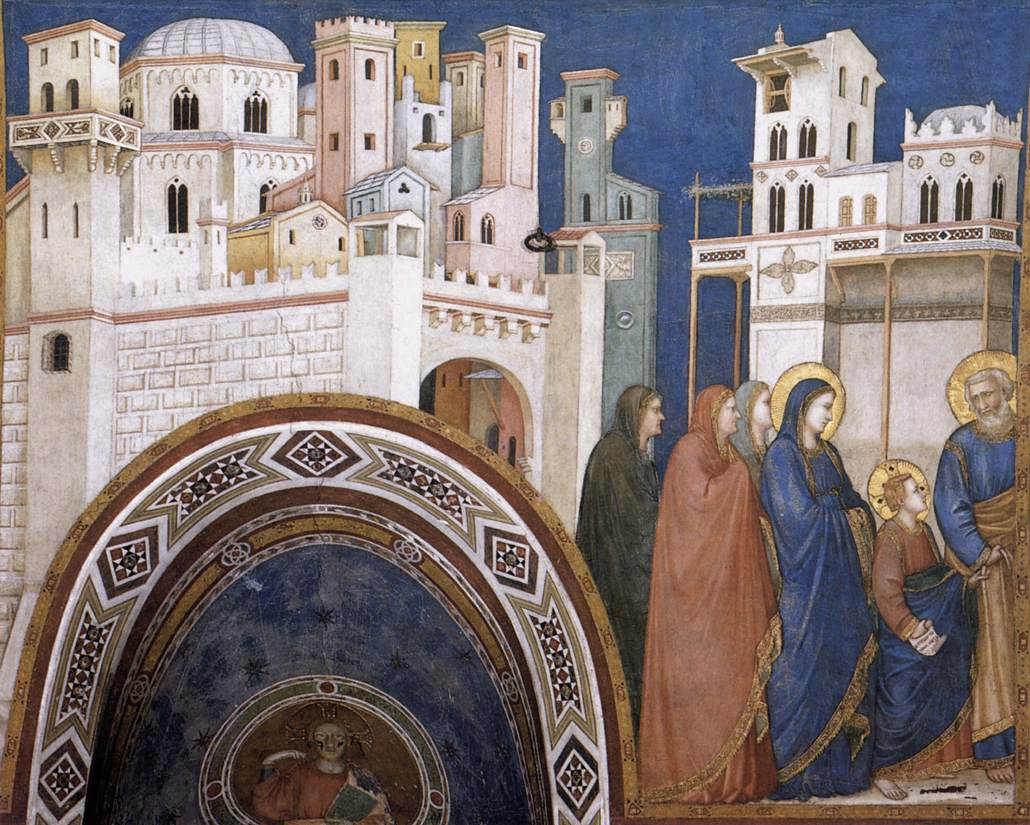
Ritorno della Sacra Famiglia a Gerusalemme
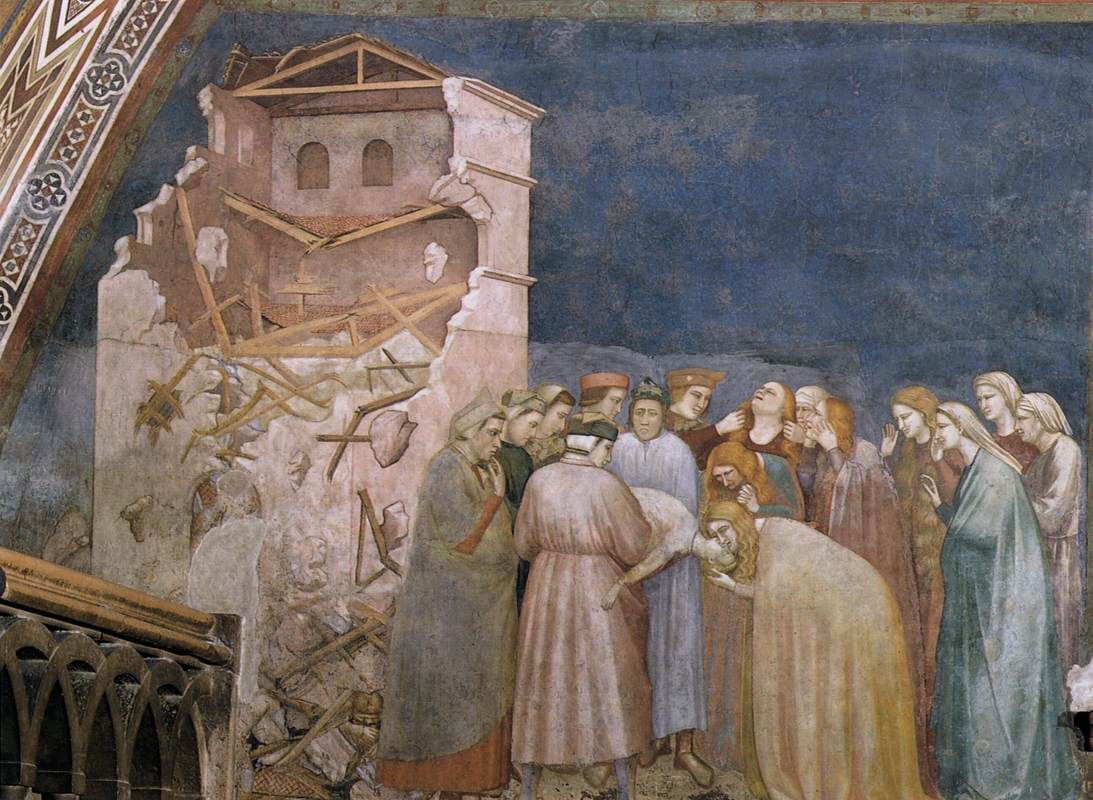
Morte del fanciullo di Suessa
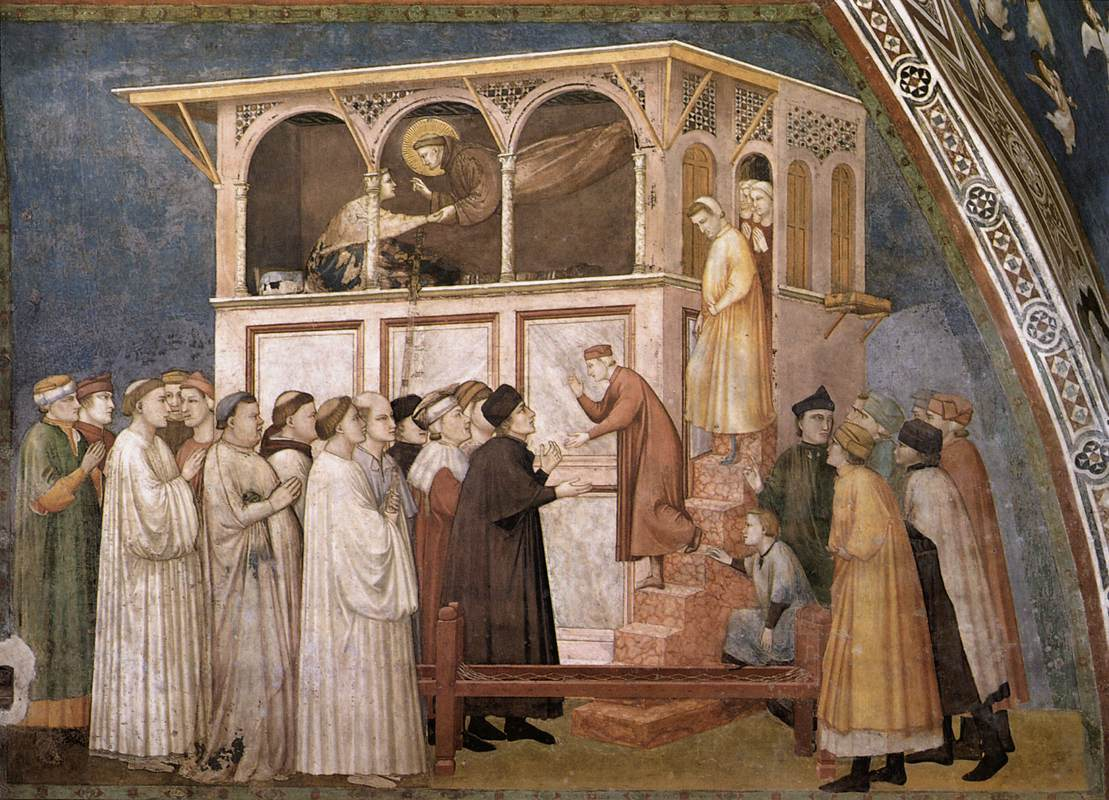
San Francesco resuscita il fanciullo di Suessa

## Crocifissionedi Giotto e bottega

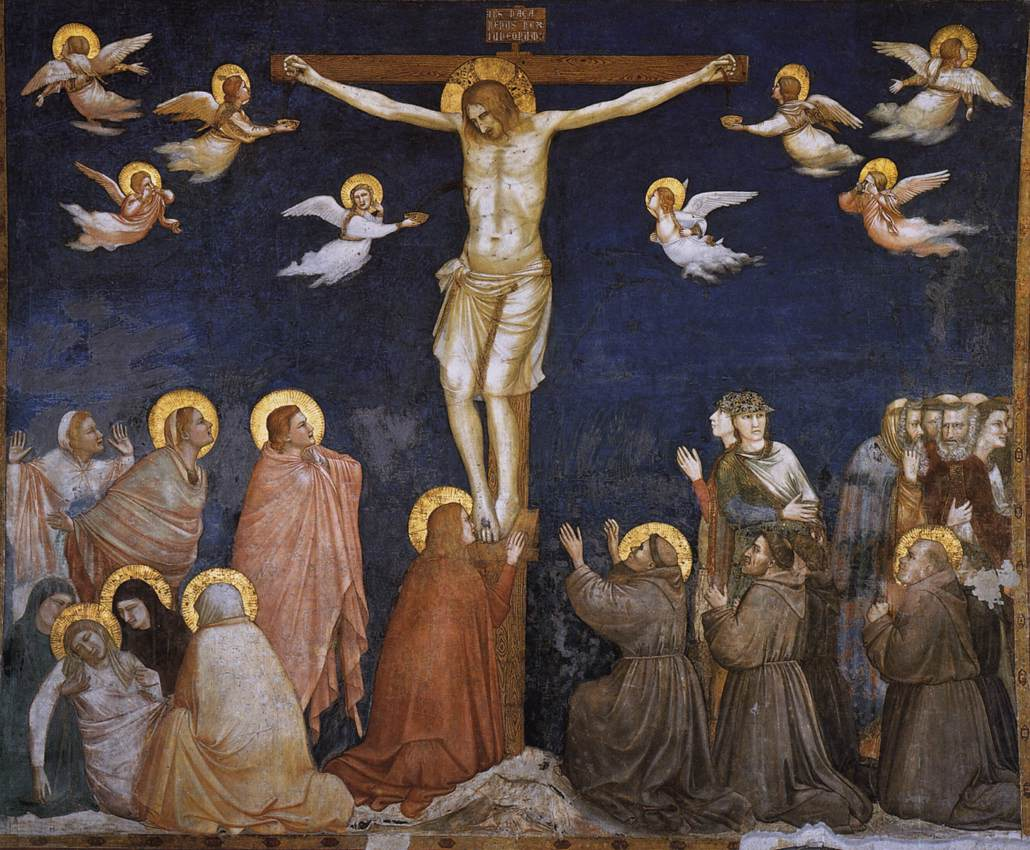
Giotto e collaboratori, Crocifissione con cinque francescani

La Crocifissione, posta a sinistra della Maestà di Cimabue, è la scena che presenta i più convincenti segni di un intervento diretto di Giotto. Sullo sfondo di un intenso cielo di blu oltremare si leva la Croce di Cristo, circondata da angeli disperati. Ai lati si trovano due gruppi di figure: a sinistra la Madonna svenuta tra le pie donne, san Giovanni e due delle Marie, delle quali colpiscono i gesti di disperazione; a destra i pagani e gli ebrei che voltano le spalle al Cristo (le figure più deboli della scena, assegnate al Maestro delle Vele), a cui fanno da contraltare cinque francescani inginocchiati. Queste tre figure sono straordinarie per il crescendo espressivo nel rivolgersi delle mani e degli sguardi verso il Cristo crocifisso, culminanti nella figura di san Francesco, con l'aureola. Interessante è anche il variare dei profili, dal san Bonaventura (il primo a destra, con l'aureola), fino a Francesco che è disposto più in diagonale, in uno scorcio più complesso. I tre in prima fila sono così caratterizzati fisicamente da far pensare a veri e propri ritratti.

## Santidi Simone Martini
Le fasce inferiori della parte verso la navata e della parete di fondo del transetto vennero dipinte da Simone Martini. Alla base della volta a botte, sotto la Crocifissione, si trova una Madonna col Bambino tra due santi re, su uno sfondo dorato che simula un arazzo. 
Sul lato della parete di fondo si vedono cinque Santi a mezza figura tra arcate: Francesco d'Assisi, Ludovico di Tolosa, Elisabetta d'Ungheria, Margherita d'Antiochia (già confusa con Chiara d'Assisi) ed Enrico d'Ungheria.

## Altro
Sotto la Maestà si trova una tomba di cinque compagni di san Francesco, sopra la quale sono dipinti i loro ritratti a mezza figura. Opera di un seguace di Pietro Lorenzetti, mostrano interessanti scorci nelle teste rivolte verso l'alto, verso la Madonna.